# カンパーニャ・ルーピア
カンパーニャ・ルーピア（伊: Campagna Lupia）は、イタリア共和国ヴェネト州ヴェネツィア県にある、人口約7,100人の基礎自治体（コムーネ）。

## 地理

### 位置・広がり

#### 隣接コムーネ
隣接するコムーネは以下の通り。括弧内のPDはパドヴァ県所属を示す。
- カンポロンゴ・マッジョーレ
- カンポノガーラ
- キオッジャ
- コデヴィーゴ (PD)
- ドーロ
- ミーラ
- ピオーヴェ・ディ・サッコ (PD)
- ヴェネツィア

### 気候分類・地震分類
気候分類では、zona E, 2383 GGに分類される。
また、イタリアの地震リスク階級 (it) では、zona 3 (sismicità bassa) に分類される。

## 歴史
この地域にはヴェネティ族(Paleoveneti)が新石器時代まで住んでいた。ローマ帝国の拡大によりポピリア街道が横切りローマの植民地が置かれた。
「Lova」(語源はラテン語で「オオカミ」を指す「lupus」)は、パドヴァ配下の古い教区座となり、カンパーニャ(Campagna)は後背地の農地の意味である。
パドヴァと共に1405年のカラーラとヴェネツィアとの戦争で戦場になり、ヴェネツィア共和国に組み込まれた。

## 自然・環境
Valle Averto にある、魚の養殖池として改造された潟湖など 500 ha が、ラムサール条約の定める「国際的に重要な湿地」に登録されている。イタリアのラムサール条約登録地一覧も参照。